# Carl Fredric von Breda
Carl Fredrik von Breda (Estocolmo, 1759 - 1818) fue un pintor sueco que vivió gran parte de su vida en el Reino Unido antes de convertirse en pintor de la corte sueca.

## Infancia y juventud
Nació en Estocolmo el 16 de agosto de 1759 en el seno de una familia acomodada; su padre Lucas von Breda era juez en los casos de naufragio y estaba casado con Johana Cornelia Piper con la que tuvo cinco hijos. La educación que recibió Carl fue excelente y con 19 años entróa a estudiar en la Real Academia Sueca de las Artes donde estudió historia y la pintura de retratos; tuvo como maestro a Lorens Pasch el Joven, que ejerció gran influencia en sus primeras obras, como puede comprobarse a partir de la paleta de colores que usa en ellas. En 1780 recibió su primer premio y en 1784 realizó su primera exposición que constaba de 19 cuadros. ese mismo año realizó su primer retrato a miembros de la familia real, se trataba de la duquesa Hedvig Elisabeth Charlotte, cuñada del rey Gustavo III. Poco después también hizo un retrato del príncipe heredero Gustavo Adolfo y del propio Gustavo III.
Se casó con 22 años y en vez de realizar viajes a París y Roma como era habitual en los pintores, se decidió por viajar a Gran Bretaña con su mujer, allí nació su único hijo en 1788 y le puso por nombre Johan Fredrik, posteriormente fue pintor como su padre.

## Su estancia en Gran Bretaña
Allí conoció el trabajo de importantes pintores pero eligió estudiar con Joshua Reynolds, que tuvo una influencia decisiva en su estilo y por consiguiente en los pintores de retrato suecos posteriores. El trabajo que presentó Breda para su admisión en la Academia de Artes suecas en 1791 fue un retrato del propio Reynolds.
Estableció un estudio de Londres en St. James Street y pronto se convirtió en un retratista popular entre las clases burguesas. Entre sus clientes estuvieron: los abolicionistas Thomas Clarkson, James Ramsay y Charles Bernhard Waldström, los ingenieros James Watt y Matthew Boulton, que eran miembros de la Sociedad Lunar, el botánico y científico William Withering, Mary Priestley, esposa del químico y teólogo Joseph Priestley.

## Regreso a Suecia
Regresó a Suecia en 1796 donde se convirtió en profesor en la Academia de las Artes y un pintor popular en la Corte. Según Asplund, sus mejores retratos fueron pintados entre 1797 y 1798 y se observa la aurora del romanticismo en sus obras posteriores, entre las que se incluyen pinturas de su padre Lucas, de dos de sus sobrinos, del erudito y humanista Nils von Rosenstein, y de la cantante Teresa Vandoni, retrato que se considera su obra más célebre. asimismo Asplund opina que con el paso del tiempo sus retratos se hicieron cada vez más monótonos.
Recibió encargos oficiales para hacer retratos, incluso después del derrocamiento de la monarquía en 1809 se encargó de hacer retratos a los principales miembros del parlamento. Tras la instauración monárquica recibió más trabajos oficiales pero siempre había retrasos y no terminaba sus obras. Ante las dificultades para hacer su trabajo tuvo que ejercer de escultor. Murió a causa de un derrame cerebral en Estocolmo en 1818.

## Su obra
Algunos de sus retratos son:

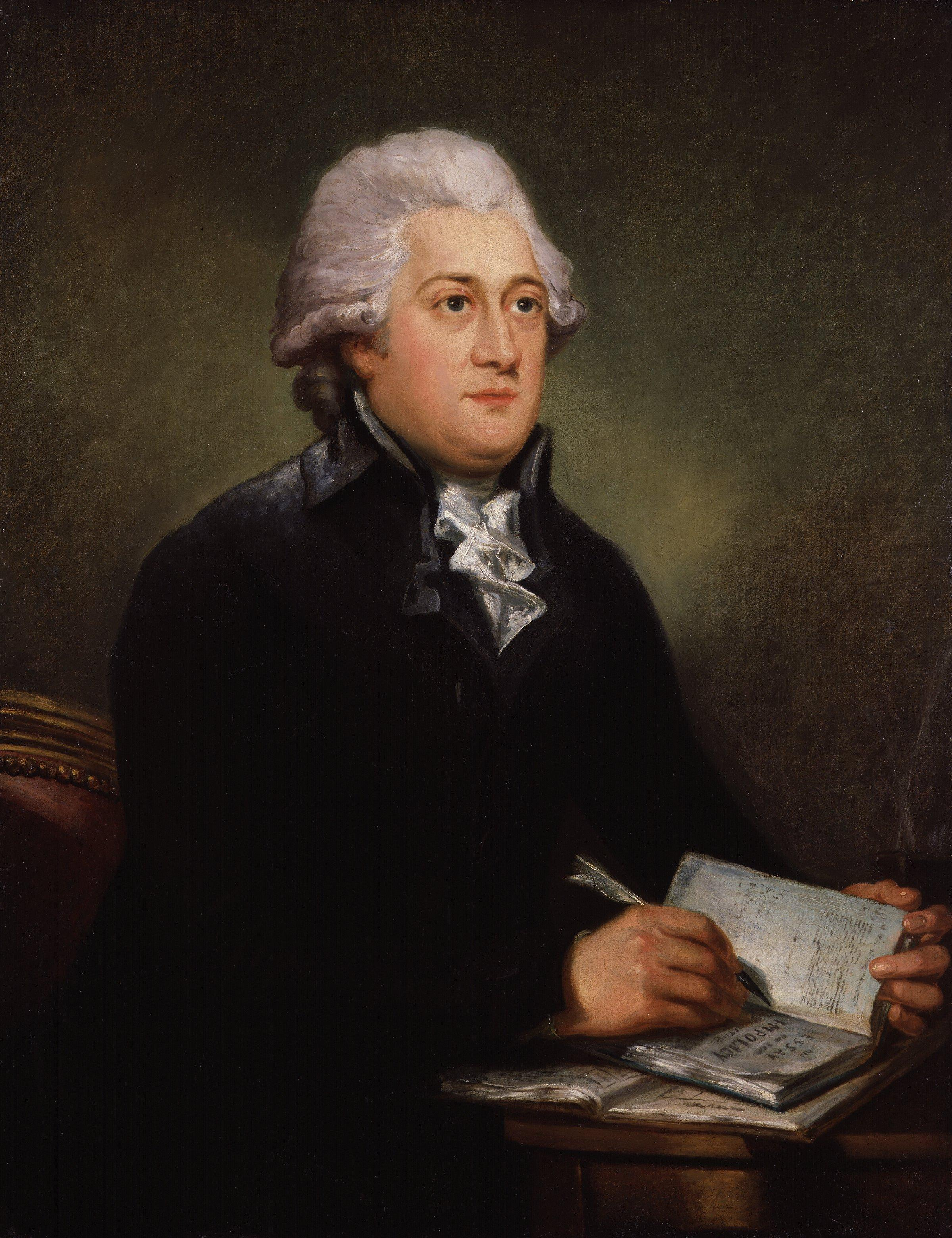
Thomas Clarkson.
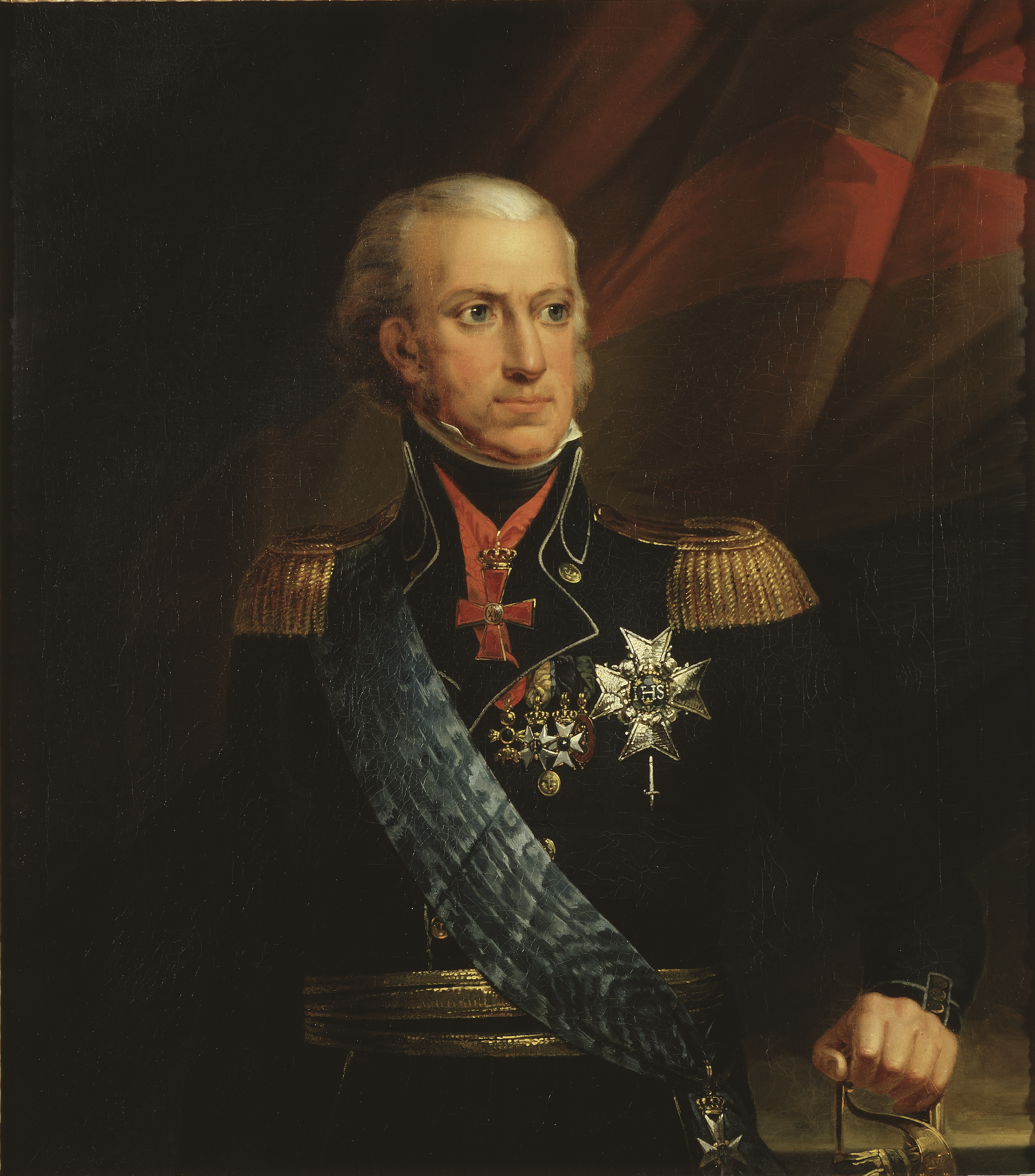
Carlos XIII de Suecia.
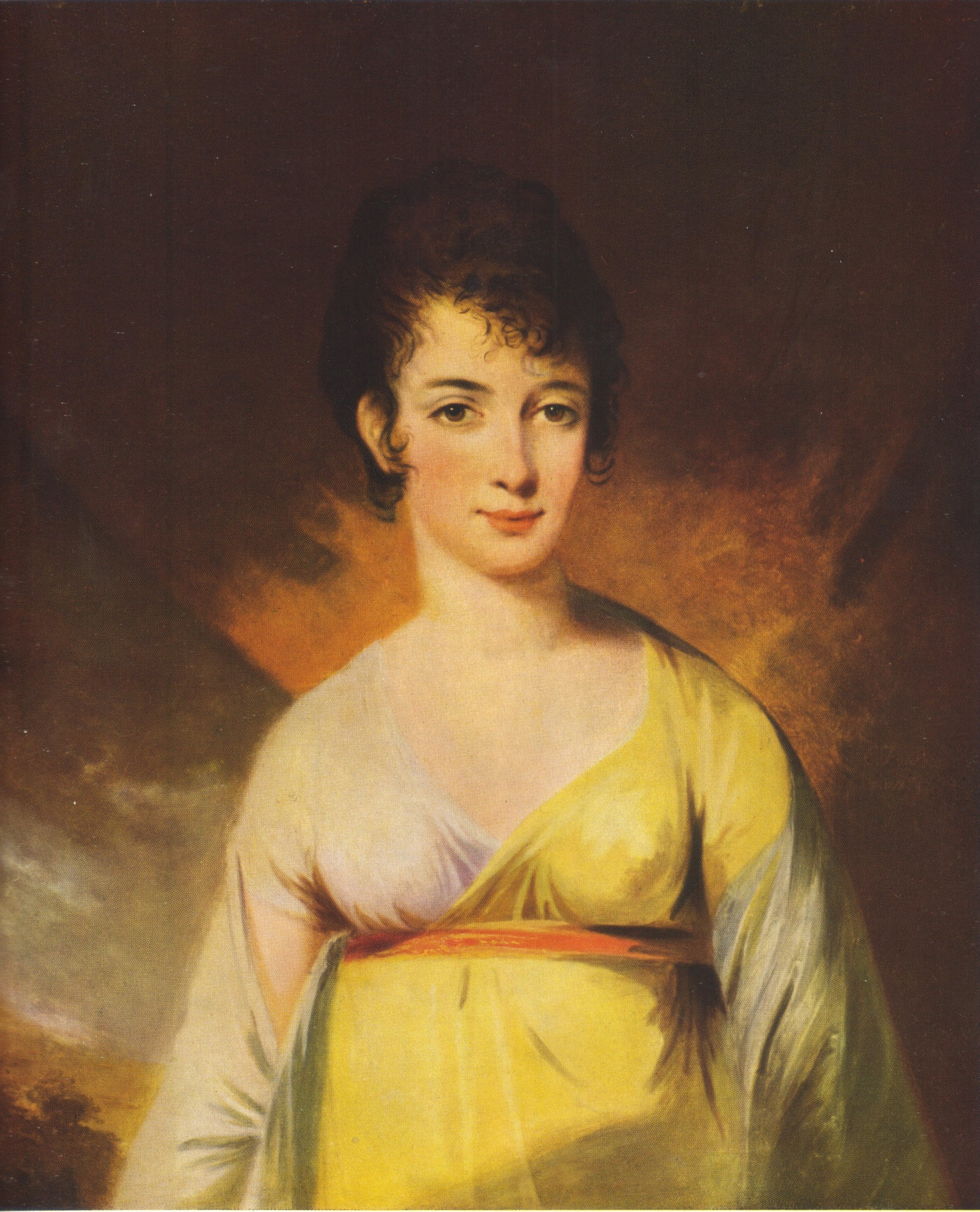
Martina von Schwerin, 1804.
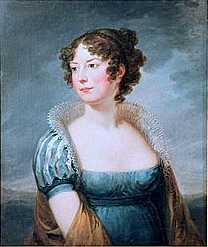
Sophie Piper.

Su obra está presente en los siguientes museos:
- National Portrait Gallery (Londres)
- Galería Nacional de Arte (Washington)
- Ateneum (Helsinki)
- Museo Nacional de Estocolmo